# Disney Channel (Spagna)
Disney Channel era una rete televisiva spagnola nata nel 1998. Di proprietà della The Walt Disney Company Iberia, filiale della The Walt Disney Company, inizia le trasmissioni il 17 aprile 1998 con programmi dedicati ad un pubblico di bambini e ragazzi.

## Storia
Il canale nasce nel 1998 quando le imprese Disney e Sogecable raggiungono un accordo per la creazione di una versione spagnola del canale americano Disney Channel nella piattaforma satellitare Canal Satélite Digital. La programmazione era composta da cartoni animati, serie e film Disney con alcune produzioni locali. Con questa ottica, si realizzò "Art Attack", adattamento della Spagna del programma "Liga Disney Channel".
Nel 2002 l'offerta si amplia con 3 canali: "Disney Channel +1", "Toon Disney" e "Playhouse Disney". Nel primo vengono trasmessi gli stessi programmi, solamente un'ora dopo, nel secondo solamente produzioni Disney e il terzo è invece dedicato ai più piccoli. Nel febbraio del 2008 la Disney decide di comprare il 20% delle azioni della catena televisiva Net TV. Il contratto prevede la possibilità di sfruttare uno dei due titoli che l'azienda aveva in TDT. Il 1º luglio, infatti, è il primo Disney Channel nel mondo a diventare gratis nel digitale terrestre, occupando la stessa frequenza del canale Fly Music che cessa le trasmissioni la stessa giornata.
La produzione più seguita è stata la prima visione del film Camp Rock 2: The Final Jam con 1 milione di spettatori.
La versione in alta definizione arriva il 1º dicembre 2011. Il canale chiuderà il 7 gennaio 2025 a causa della grande poplarità di streaming como Disney Plus e la sua frequenza sarà sostituita da Bom Cine sul DTT nazionale spagnolo. Il canale Disney Jr. continuerà a trasmettere. 

## Programmi

### Serie televisive

#### Non in onda
- A.N.T. Farm - Accademia Nuovi Talenti
- A tutto ritmo
- Austin & Ally
- Bia
- Brian O'Brian
- Buona fortuna Charlie
- Cory alla Casa Bianca
- Coppia di re
- Cosas de la vida (produzione originale)
- Dog with a Blog
- Even Stevens
- Hannah Montana
- I maghi di Waverly
- I'm in the Band
- Mako Mermaids
- Jessie
- Jonas L.A.
- Kickin' It - A colpi di karate
- La gira (produzione originale)
- La mia babysitter è un vampiro
- Liv e Maddie
- Lizzie McGuire
- Passa il piatto
- Phil dal futuro
- Raven
- Scherzi da star
- Sonny tra le stelle
- So Random!
- So Weird - Storie incredibili
- Soy Luna
- The Lodge
- Violetta
- Zack e Cody al Grand Hotel
- Zack e Cody sul ponte di comando
- Zeke e Luther

#### In onda[8]
- Cambio de Clase (produzione originale)
- Club Houdini
- C.R.A.K.S.
- El debate
- Gabby Duran Alien Sitter
- Skatenat! Noa

### Cartoni animati

#### Non in onda
- A scuola con l'imperatore
- Aladdin
- American Dragon: Jake Long
- Atomic Betty
- Baby Boss: Di nuovo in affari
- Baby Chef
- Brandy & Mr. Whiskers
- Bruno the great
- Calimero
- Callie sceriffa del West
- Casper - Scuola di paura
- Camp Lakebottom
- Cars Toons
- Cip & Ciop agenti speciali
- Claude
- Dave il Barbaro
- Descendants
- Dottoressa Peluche
- DuckTales - Avventure di paperi
- DuckTales (serie animata 2017)
- Due fantagenitori
- Elena di Avalor
- Fanboy e Chum Chum
- Fish Hooks - Vita da pesci
- Fragolina Dolcecuore
- Hamtaro
- Hotel Transylvania - La serie
- House of Mouse - Il Topoclub
- I 7N
- I miei amici Tigro e Pooh
- I pinguini di Madagascar
- In giro per la giungla
- Indovina con Jess
- Jake e i pirati dell'Isola che non c'è
- Kick Chiapposky: Aspirante Stuntman
- Kid vs. Kat - Mai dire gatto
- Kim Possible
- Kung Fu Panda - Mitiche avventure[9]
- La casa di Topolino
- La famiglia Proud
- La legge di Milo Murphy
- La sirenetta - Le nuove avventure marine di Ariel
- LazyTown
- Le epiche avventure di Capitan Mutanda
- Le principesse del mare
- Lilo & Stitch
- Little Einsteins
- Little Lulu Show
- Littlest Pet Shop
- Lola & Virginia
- Lolirock
- Lucky Fred
- Manny tuttofare
- Matt & Manson
- Marco e Star contro le forze del male
- Mermaid Melody Pichi Pichi Pitch
- Miles dal futuro
- Monster Allergy
- My Little Pony - L'amicizia è magica
- Ni Hao, Kai-Lan
- Nutri Ventures
- Pepper Ann
- Phineas e Ferb
- PJ Masks - Superpigiamini
- Poppets Town
- Randy - Un ninja in classe
- Rapunzel - La serie
- Ricreazione
- Sabrina, the Animated Series
- Sabrina vita da strega
- Sofia la principessa
- Squitto lo scoiattolo
- Star Wars Rebels
- Stitch!
- The Lion Guard
- The Owl House - Aspirante strega
- The Replacements - Agenzia sostituzioni
- Timon e Pumbaa
- Topolino
- Topolino - Strepitose avventure
- Totally Spies!
- Vampirina
- Wander
- W.I.T.C.H.
- Winx Club
- Wussywat, il gatto maldestro
- Yin Yang Yo!
- Zou

#### In onda[8]
- A casa dei Loud
- Alvinnn!!! e i Chipmunks
- Amphibia
- Blaze e le Megamacchine
- Bluey
- Boy Girl Dog Cat Mouse Cheese
- Dora l'esploratrice
- Ghostforce
- Gravity Falls
- Henry Mostriciattoli
- I Casagrande
- I Greens in città
- Il fantasma e Molly McGee
- Madagascar - I 4 dell'oasi selvaggia
- Miraculous - Le storie di Ladybug e Chat Noir
- Miss Tilly's Fun Time TV Minute
- Mona e Sketch
- Paf il cane
- PAW Patrol
- Pecola
- Polly Pocket
- Spidey e i suoi fantastici amici
- SpongeBob
- Topolino - La casa del divertimento
- Vai Diego
- Wow! Wow! Wubbzy!

## Ascolti
Share mensile, secondo i dati elaborati da TNS.
|      | Gennaio | Febbraio | Marzo | Aprile | Maggio | Giugno | Luglio | Agosto | Settembre | Ottobre | Novembre | Dicembre | Media anno |
| ---- | ------- | -------- | ----- | ------ | ------ | ------ | ------ | ------ | --------- | ------- | -------- | -------- | ---------- |
| 2014 | 1,4%    | 1,3%     | 1,3%  | 1,3%   | 1,4%   |        |        |        |           |         |          |          |            |

## Loghi

Logo usato dal 1998 al 2003.
Logo usato dal 2003 al 2011.
Logo usato dal 2011 al 2014.
Logo dal 2014 al 2017.
Logo usato dal 2017 al 2022.
Logo usato dal 2022 al 2025.